# 伊丽莎白·莱尔德
伊丽莎白·莱尔德（英語：Elizabeth Rebecca Laird，1874年12月6日—1969年3月3日），加拿大物理学家，在曼荷莲学院担任物理系主任长达近40年。她曾被约瑟夫·汤姆孙招入剑桥大学卡文迪许实验室从事研究工作，是卡文迪许实验室第一位女性研究人员。莱尔德于1893年毕业于加拿大伦敦高中，随后入读多伦多大学，但由于她是女生，没有获得她应得的学习成绩奖学金。莱尔德于1901年在布林茅尔学院获得物理学和数学博士学位。

## 生平

### 早年和教育
伊丽莎白·莱尔德于1874年12月6日出生于加拿大安大略省欧文桑德，她的父亲是一位卫理公会牧师。
1893年，莱尔德毕业于加拿大伦敦高中，并升入多伦多大学大学学院，1896年毕业，并获得大学金质奖章。 毕业后，她在安大略女子学院（今特拉法加城堡女子学校）任教一年。 1898年，她获得布林茅尔学院的研究生奖学金。1898年至1899年，她在柏林洪堡大学做研究，由埃米尔·沃伯格指导，并与马克斯·普朗克一起工作。 在德国期间，她成为将能斯特灯用于物理研究的第一人。 1901年，莱尔德以物质光谱学和磁性方面的研究工作获得布林茅尔学院物理学和数学博士学位。她于1927年和1945年分别获得多伦多大学和西安大略大学的荣誉学位。

### 职业生涯

#### 曼荷莲学院
1901年，莱尔德被曼荷莲学院聘为助教（assistant），次年升为讲师（instructor），1903年任物理系系主任。她曾被约瑟夫·汤姆孙招入剑桥大学卡文迪许实验室从事研究工作，是卡文迪许实验室第一位女性研究人员。 1940年，莱尔德在曼荷莲学院退休。

#### 晚期
第二次世界大战期间，莱尔德复出，在西安大略大学为加拿大国家研究委员会工作，从事雷达方面的研究工作。  她退休后住在安大略省，伦敦市，于1940年主动来到研究中心，要求工作。她不要薪水，但是全天工作，包括在不供暖的天线大楼里做实验。1945年，她成为西安大略大学名誉教授，并继续从事组织对超高频辐射的吸收的研究，一直到1953年第二次退休。 物理学家冬·麥色納评价莱尔德是“罕见的良善正直与高产的研究者和善于鼓舞学生的能力高超的教师的结合体”。
1969年3月3日，莱尔德在伦敦去世。